# 今浪そな
今浪 そな（いまなみ そな、  1995年12月30日 - ）は、日本のAV女優。ロータスグループ所属。

## 略歴・人物
神奈川県出身。2015年9月にデビューした華奢で貧乳のロリ系AV女優。

## 出演作品

### アダルトDVD
2015年
- 神奈川県某有名私立高校卒業生 サッカー部マネージャー AVデビュー 「貧乳って言葉嫌い!小さくても貧しくないもん(>人<;)」（9月11日、FIRST STAR）
- 小さな胸に劣等感を抱えた可愛い貧乳女子ナンパ（10月10日、ホットエンターテイメント）※「ゆみ」名義　他出演:さとみ、なつみ、ゆま、ゆみ、ちさと、えみか
- ロリータ×メス犬×いいなり 貧乳従順ペットちゃんに人生初生中出しして首輪をつけたまま調教しイカせ続けた記録 そな（10月23日、FIRST STAR）
- つるぺた娘と近所のおじさんのいけない遊び そなちゃん（11月22日、思春期.com）
- 連れ子のそなちゃん（12月25日、禁断の果実）

2016年
- 女体観察研究所 〜十人十色の敏感娘たち（1月8日、ホットエンターテイメント）他出演:希咲あや、芦川芽依、HIKARI、茜むぎこ、並木せつな、今井キキ、上杉さち、大見はるか、西口あられ
- 小さい胸に悩む女性をバストアップと称して乳揉みまくり!!女性ホルモンを刺激しSEXまで持ち込む極悪指圧師にスクープ!!その手口を完全公開!!（2月6日、SCOOP）他出演:大見はるか、葉山めい、紺野ひかる、あおいれな、跡美しゅり
- 深夜の飲み会帰り酔っぱらい女子をナンパ! 2次会は僕らと盛り上がりませんか!? 4（3月19日、DOC）※「あつこ」名義　共演:めぐ　他出演:ななこ、なつみ、ゆい、みか、じゅん、なお、あい、えみ
- Wパイパン超微乳ソープランド（4月1日、MOODYZ）共演:水沢はな
- こんな店があってもいいのか!?JKが放課後に集まる! おち●ちん鑑賞カフェ!!（4月1日、MOODYZ）他出演:あおいれな ほか
- 「お兄ちゃん、早く抜いて!!」 いつものオナニーじゃ満足できず身近なモノでオナニーしたら、想像以上に気持ちよくズッポリ奥まで挿って取れなくなってしまった。恥ずかしながら兄に手伝ってもらうが緊張のせいか抜けない…2人で考えた結果、私を感じさせてマ○コをグチョグチョに濡らして抜くことに!のはずが、私の興奮する事ばかりヤッてもらっていると…（4月1日、DOC）他出演:江奈るり、鳥井真央
- お風呂に入ってたら、遊びに来てた従姉妹と妹が「私も一緒に入る!」とやって来て、バスタブはおっぱいとマ○コで超過密、密着チ○コで超気持ちいいから勃起した。（4月21日、SWITCH）共演:あおいれな、阿部乃みく、浜崎真緒
- プールに通う夏休み中の少女にいたずら（7月1日、帝都裏映像）他出演:宮崎夏帆 ほか
- 黒人レイパー少女野外レイプ（7月22日、I.B.WORKS）他出演:初芽里奈 ほか
- 日焼け跡の残る姪っ子近親相姦（9月23日、TMA）共演:宮沢ゆかり

### イメージDVD
- Pure Rabbit（2015年8月23日、INTEC Inc）※「柏木遥妃」名義